# Они встретились в Бомбее
«Они встретились в Бомбее» (англ. They Met in Bombay) — криминальная приключенческая мелодрама 1941 года. Премьера состоялась 27 июня 1941 года. Рабочими названиями ленты были «Униформа» и «Бесчестные партнеры».

## Сюжет
История о двух мошенниках Джеральде Мелдрике и Ане фон Дюрен, которые познакомились в Бомбее, собираясь украсть ожерелье герцогини Бертраверс, а затем влюбились друг в друга.

## В ролях
- Кларк Гейбл — Джеральд Мелдрик / капитан Хастон
- Розалинд Расселл — Аня фон Дюрен
- Питер Лорре — капитан Чан
- Джесси Ральф — герцогиня Белтраверс
- Мэттью Боултон — инспектор Крессни
- Гарри Кординг — капрал (в титрах не указан)